# 10690 Massera
10690 Massera eller 1981 DO3 är en asteroid i huvudbältet som upptäcktes den 28 februari 1981 av den amerikanska astronomen Schelte J. Bus vid Siding Spring-observatoriet. Den är uppkallad efter matematikern José Luis Massera.
Asteroiden har en diameter på ungefär 9 kilometer.